# 최홍희
최홍희(崔泓熙, 1918년 11월 9일 ~ 2002년 6월 15일)는 함경북도 명천군에서 태어난 대한민국 육군 장성 출신 무술가로, 국제 태권도 연맹(ITF)이 주장하는 태권도의 창시자이다.

## 항일 투쟁
일본 주오 대학 법학과 1학년에 재학 중이던 1944년 1월에 징용되어 평양의 42부대에서 근무하였다. 그는 조선 학병을 중심으로 전국 반일동맹 조직을 도모했다가 검거되어 6년형(7년형이라는 말도 있다)을 선고받아 평양 형무소에서 수감되었다가 해방과 함께 풀려났다.

## 해방 후
해방 이후 군에서 장성으로 복무하던 그는, 해방 전 일본에서 배운 가라테를 중심으로 한국군에게 새로운 무술을 가르쳐야겠다고 결심하고 군대내에 도장 오도관을 세워(민간 청도관 출신 인물들이 많았다) 지금의 ITF 태권도의 원형을 만들어낸 것으로 보인다. 또 택견에서 영감을 받아서 '태권도'라는 명칭을 창안한다. 1955년 초기 태권도에 많은 기여를 한 청도관에서 손덕성 2대 관장 명의로 명예 4단증을 받았다.
1961년 육군 제6군단 부군단장을 역임하였으며 1962년에 예편하였다. 1962년 4월 말레이시아 대사로 발령받았다.
1959년에 대한태권도협회를 창립하였다. 1966년 3월 22일에 국제태권도연맹(ITF)를 창립하고 총재로 취임하였다.
1972년 3월 박정희 정권과 갈등을 빚다 캐나다로 망명한 후 유신체제 반대 운동을 펼쳤다. 1980년대 들어 조선민주주의인민공화국(북한)을 몇 차례 방문해 ITF 태권도를 보급했다.
2002년 6월 15일 북한과 캐나다를 오가며 위암 치료를 받다 평양에서 사망한 뒤 애국열사릉에 안장됐다.
최홍희의 영향으로, 스위스에서는 1990년대 이전까지만 해도 국제태권도연맹(ITF)태권도가 주류를 이루었다. 사실 북미나 공산권에서도 꽤 큰 조직세를 갖추었으나, 그의 사후 내부가 북한계/비북한계로 나뉘어 파벌 싸움이 일어나며 쪼개졌다.
조선민주주의인민공화국의 90년대 다부작 영화 《민족과 운명》9부~13부의 모델이 최홍희이다.